# Wunsiedel

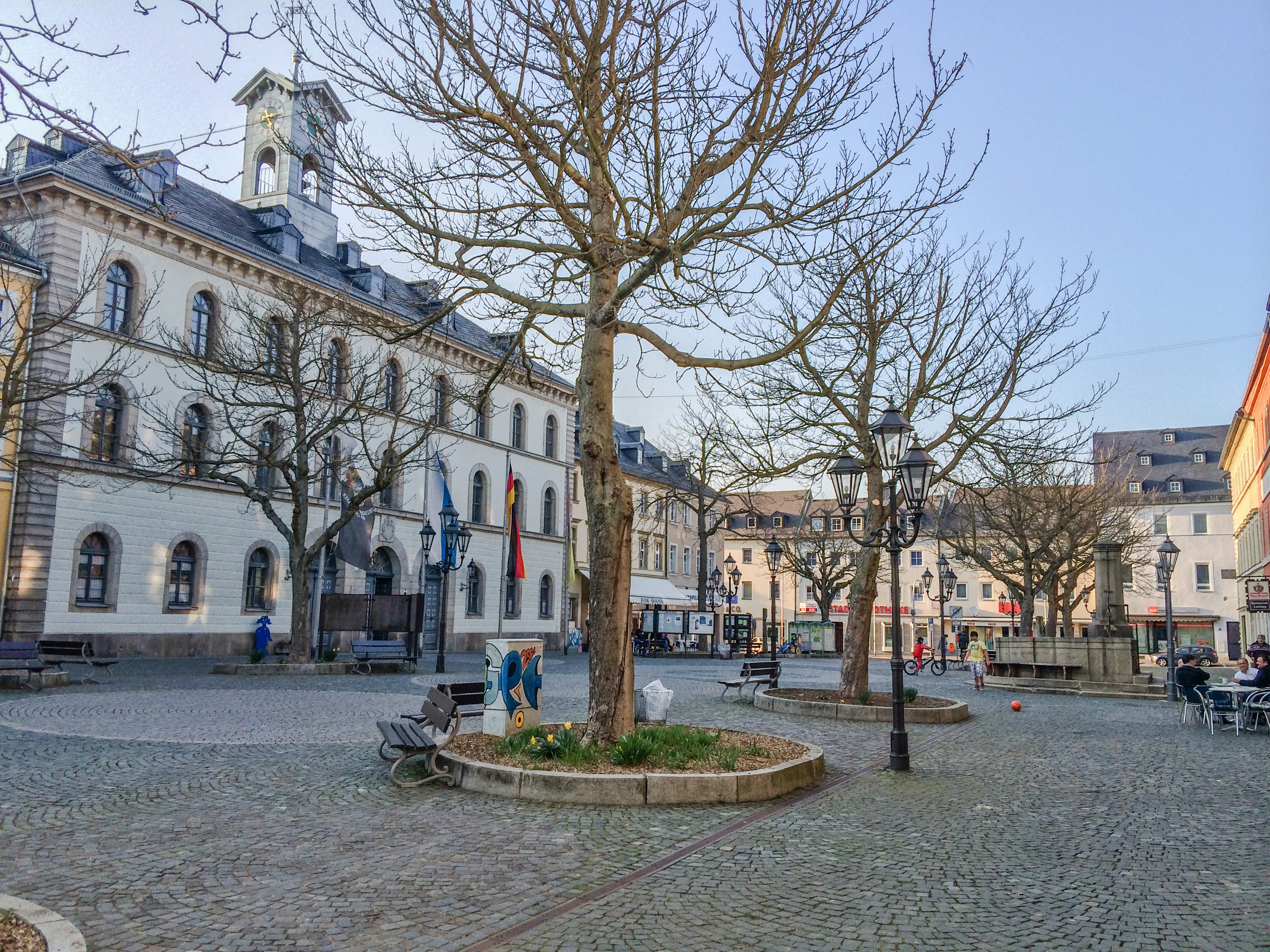
Wunsiedel

Wunsiedel é uma cidade francônia no estado da Baviera, Alemanha. Localiza-se na região administrativa de Oberfranken, no distrito Wunsiedel. Possui menos de dez mil habitantes e fica próxima à fronteira com a República Checa.
Rudolf Hess chegou a ser enterrado na cidade em 1987, mas a paróquia de Wunsiedel decidiu não renovar a concessão do cemitério e os restos mortais de Hess foram exumados, cremados e suas cinzas foram espalhadas no mar.